# ヨンショーピング市

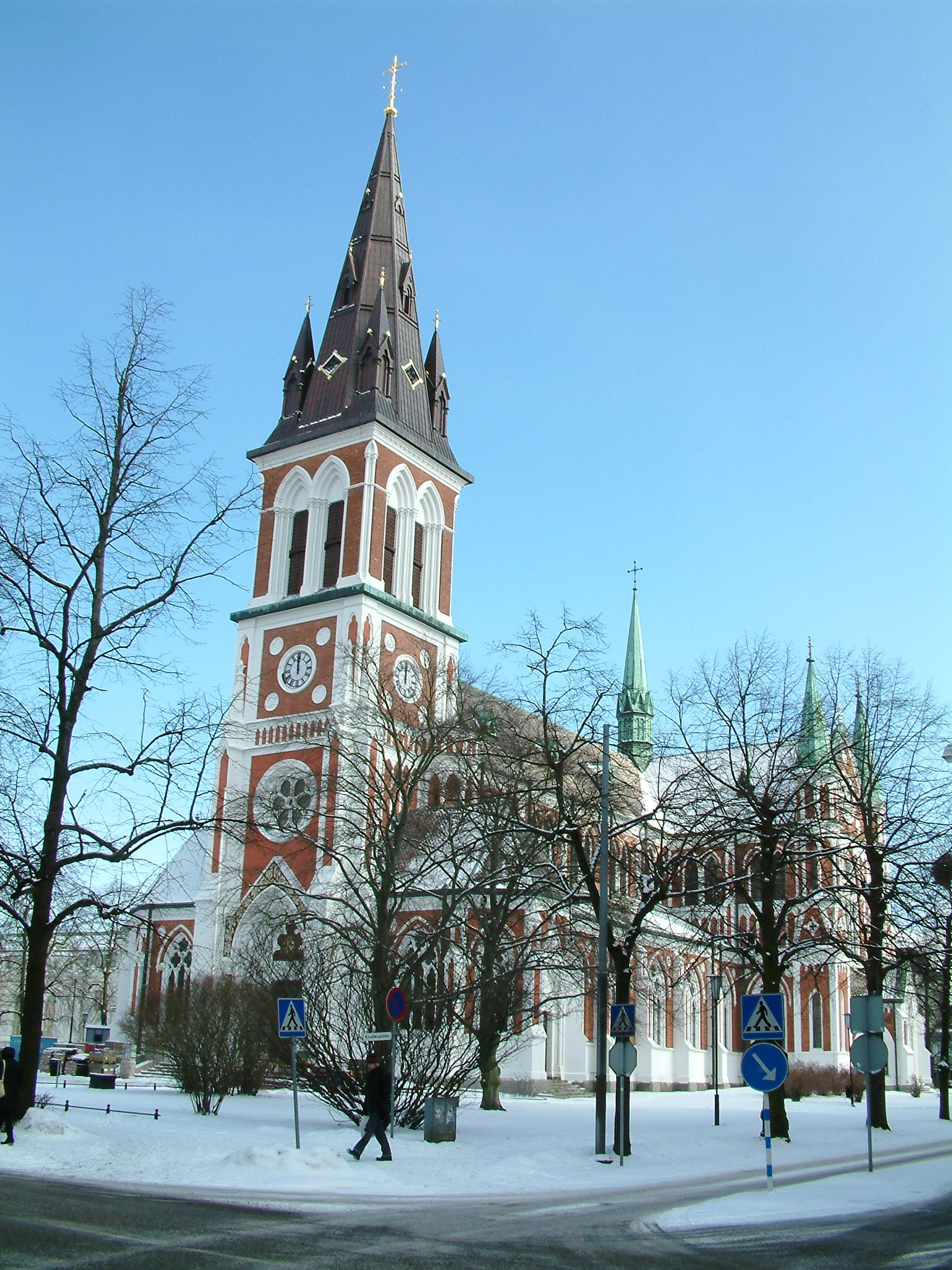
ソフィア教会

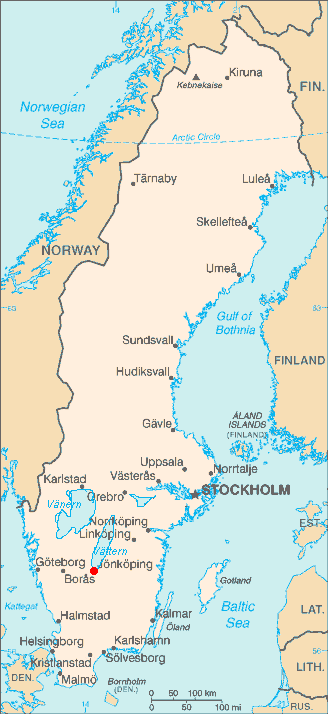
ヨンショーピングの位置

ヨンショーピング （Jönköping [ˈjœnːˈɕøːpiŋ] ( 音声ファイル)）は、スウェーデン南部、スモーランド地方の都市。人口93,797人（2015年）で、国内第9位の都市である。
ヨンショーピングは地区裁判所所在地である。
地理的に、ヨンショーピングの町はスウェーデン第二の大湖ヴェッテルン湖の南端に位置する。湖岸の砂浜が行き渡るヨンショーピングは、非常に美しい都市であるとされている。ヨンショーピングの原型の町は、同じ県内に属するヒュースクヴァーナ（Huskvarna）とノラハンマル（en:Norrahammar）とともに1971年以降都市圏を形成し続けてきた。

## 歴史
ヨンショーピングは、古い貿易の中心地である（Köpingとは市場の開かれる町に与えられた言葉）。ニサン川とラガン川沿いの道路のための交差路がこの場所にあり、他にもエステルイェートランド地方とヴェステルイェートランド地方との間の道も通っていた。これは2つの県を分ける境界であるヴェッテルン湖の南端にある、市の地理的な位置のため、むしろ自然であった。1284年5月18日、ヨンショーピングは国内初の共同体の一つとして、国王マグヌス3世（en:Magnus Ladulås）によって市特権を授けられた。マグヌス王は、当時ヴェッテルン湖最大の島ヴィシングソ島から国を広く統治していた。市の名前"Jön-"は、水路に由来する。"Junebäcken"は現在市の西部タラヴィッドにある。ここは、最初一帯の定住地として知られていた場所である。第二の言葉"-köping"とは、上記でふれているように、貿易中心地、または市場の場所を意味する古い言葉である。
しかし、市の地理的位置は外国からの攻撃に対しもろいままだった。主としてデンマークが、川づたいに南からやってきたのである。当時、スウェーデン南部にある地方はスコーネ、ハッランド地方、ブレーキンゲ地方であったが、これらはデンマーク領だった。必然的に、市は略奪され数度火を放たれた。これは16世紀と17世紀に防御施設が完成するまで続いた。
ヨンショーピングは、1845年から1970年まで、マッチ製造で知られていた。現在も重要なスウェーデンの物流センターであり、イケア、エレクトロラックス、ハスクヴァルナといった大会社の中央倉庫がある。

## 現在
今日のヨンショーピングは、ヨンショーピング大学で高等教育を受けられるため、人気のある都市の一つとなっている。ヨンショーピングで学ぶために外国からの交換留学生が毎年やってくる。ヨンショーピング都市圏は現在、ハスクヴァルナにある東部工業団地を含んでおり、ともに成長している。
大きなフェアや展示センターであるエルミアも、ヨンショーピングにある。フェアには、世界規模の林業フェアであるエルミア・ウッドも含まれている。エルミアのフェアも、下請負、トラック、大運搬車、鉄道といったもののヨーロッパでの最大級展示会である。2002年から、エルミアも世界最大のLANパーティー、DreamHackのサイトも持つようになった。

## 出身の著名人
- ヨハン・ビョルンソン・プリンツ - スウェーデン植民地ニュースウェーデンの総督
- ヨン・バウエル - 画家
- エイミー・ダイアモンド - 歌手
- アグネッタ・フォルツコグ - ABBAのメンバー
- ダグ・ハマーショルド - 第2代国際連合事務総長。1961年、任期中に事故死
- ニーナ・パーション - カーディガンズのヴォーカリスト
- ヴィクトル・リドベリ - 作家
- カール・ツンベルク - 植物学者
- ベルンハルド・カールグレン - 中国語学者
- ヨーラン・マルムクヴィスト - 中国語学者

## 教育
- ヨンショーピング大学（en:Jönköping University Foundation）